# 저스틴 전
저스틴 지태 전(영어: Justin Jitae Chon, 1981년 5월 29일 ~ )은 미국의 배우, 영화 감독이다.

## 작품 목록

### 감독
- 유 어 스투피드 (2013, 단편 영화)
- 풀 서클 (2013, 단편 영화)
- 맨 업 (2015)
- 국 (2017)
- 미스 퍼플 (2019)
- 푸른 호수 (2021)

### 출연작
- 영화 서울 서칭(2015)
- 드라마월드(2016, TV드라마)
- 영화 커밍 홈 어게인 (2019)